# Alexander Kuzminski
Alexander Kuzminski (russisch Александр Кузьминьский/Alexander Kusminski; * 12. Juli 1972 in Kiew, Ukrainische SSR) ist ein ehemaliger kanadisch-ukrainischer Eishockeyspieler, der fünf Spielzeiten in der Deutschen Eishockey Liga verbracht hat. In den 1990er Jahren war er auch als professioneller Inlinehockeyspieler in der nordamerikanischen Roller Hockey International aktiv.

## Karriere
Alexander Kuzminski begann seine Karriere 1988 in seiner Geburtsstadt Kiew, wo er bis 1992 für den HK Sokol Kiew aktiv war. Im NHL Entry Draft 1991 sicherten sich die Toronto Maple Leafs in der sechsten Runde an 120. Stelle die Rechte an dem Linksschützen. Zur Saison 1992/93 wechselte er dann nach Nordamerika und verbrachte vier Spielzeiten in der Colonial Hockey League. 1996 ging Kuzminski nach Dänemark, wo er in 47 Spielen für den IC Gentofte 100 Scorerpunkte verbuchen konnte. Nach einem Jahr in der finnischen SM-liiga bei KalPa Kuopio unterschrieb er zur Saison 1998/99 einen Vertrag bei den Berlin Capitals in der Deutschen Eishockey Liga. In der Mitte der Saison verließ der Center die Hauptstädter und wechselte zum HKm Zvolen in die Slowakei. Im nächsten Jahr kehrte er zurück nach Berlin und absolvierte dort die komplette Spielzeit. Anschließend schloss sich Kuzminski dem DEL-Aufsteiger Iserlohn Roosters an. 2001 wechselte er zu den Kölner Haien, wo er 49 Spiele bestritt. Am Ende der Saison 2001/02 ging er im Tausch mit Collin Danielsmeier zurück nach Iserlohn. Seine letzte DEL-Station waren im nächsten Jahr die SERC Wild Wings. Die Spielzeit 2003/04 verbrachte der Juniorennationalspieler Russlands in Schweden, Dänemark und Frankreich. Insgesamt kam er auf 29 Punkte in 30 Spielen. 2004 unterschrieb er dann bei den Cousin de Saint-Hyacinthe aus der Ligue Nord-Américaine de Hockey. Anschließend beendete er im Alter von 32 Jahren seine Karriere.

## Erfolge und Auszeichnungen
- 2002 Deutscher Meister mit den Kölner Haien

## Karrierestatistik

### Inlinehockey
(Legende zur Spielerstatistik: Sp oder GP = absolvierte Spiele; T oder G = erzielte Tore; V oder A = erzielte Assists; Pkt oder Pts = erzielte Scorerpunkte; SM oder PIM = erhaltene Strafminuten; +/− = Plus/Minus-Bilanz; PP = erzielte Überzahltore; SH = erzielte Unterzahltore; GW = erzielte Siegtore; 1 Play-downs/Relegation; Kursiv: Statistik nicht vollständig)